# 가두패왕
가두패왕(街頭覇王, Gangs '92)은 홍콩에서 제작된 딕 초 감독의 1992년 액션 영화이다. 곽부성 등이 주연으로 출연하였다. 1992년 3월 7일 뉴포트 엔터테인먼트에 의해 개봉되었으나 골든 선 필름스 디스트리뷰션이 현재 이 영화의 전 세계 판권을 소유하고 있다.

## 출연

### 주연
- 곽부성
- 유소혜

### 조연
- 사위걸
- 하패동
- 마이아
- 용방
- 린웨이
- 금십이
- 황자양
- 한곤
- 귀총

## 제작진
- 연출: 조건남